# Hygrophorus russula
Hygrophorus russula es un hongo basidiomiceto comestible de la familia Hygrophoraceae. que habita en bosques de caducifolios o mixtos de zonas cálidas. El cuerpo fructífero aflora en verano y otoño. El basónimo de esta especie es Agaricus russula Schaeff. 1774, y su epíteto específico russula significa "rojizo".